# Естріх-Вінкель
Естріх-Вінкель (нім. Oestrich-Winkel) — місто в Німеччині, знаходиться в землі Гессен. Підпорядковується адміністративному округу Дармштадт. Входить до складу району Райнгау-Таунус.
Площа — 59,53 км2. Населення становить 11 873 ос. (станом на 31 грудня 2020).